# قلعه آماگاساکی

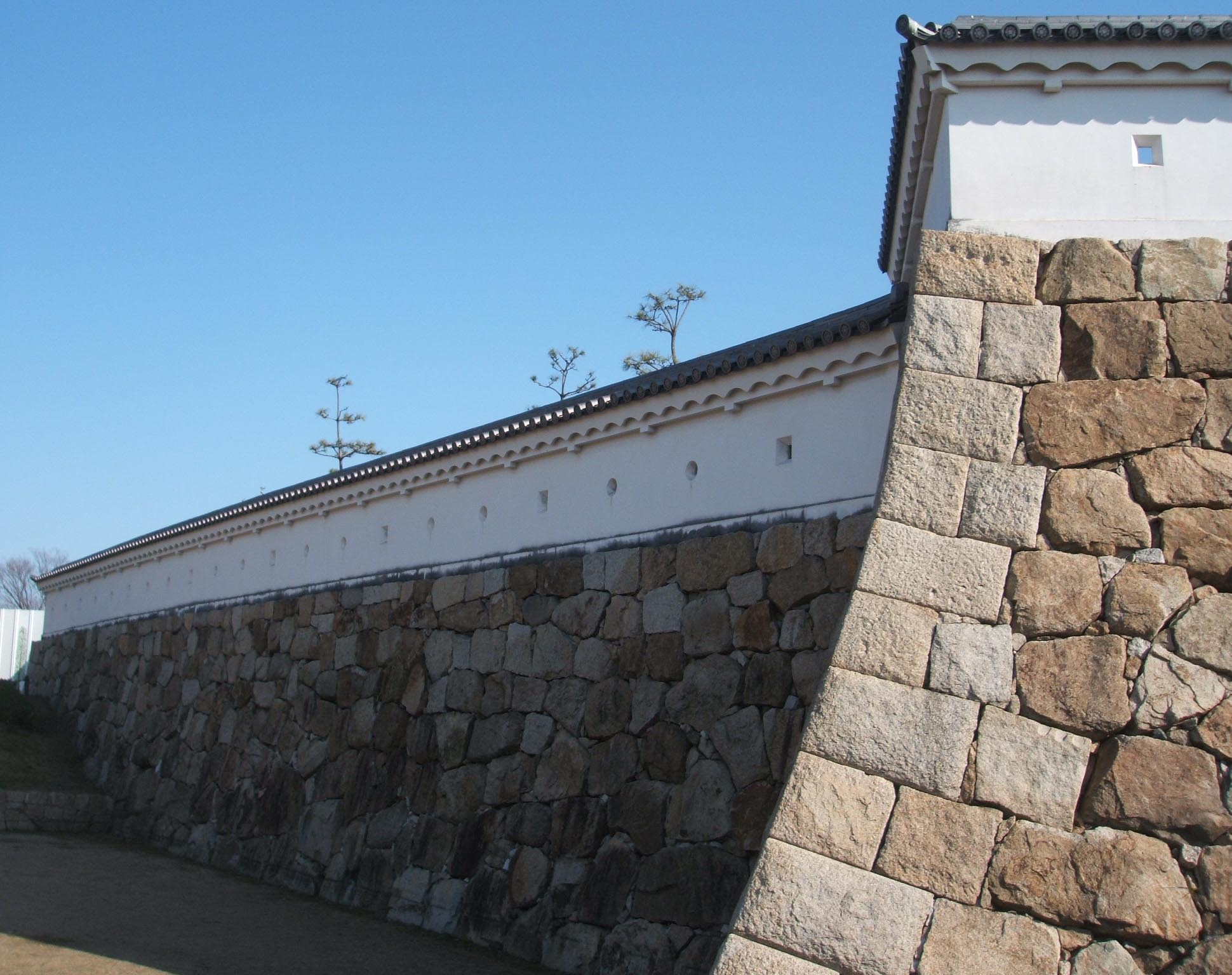
قلعه آماساکی

قلعه آماگاساکی (به ژاپنی: 尼崎城 Amagasaki Castle) یک قلعه ژاپنی بود که در قرن شانزدهم در  آماگاساکی، هیوگو، استان هیوگو، ژاپن واقع شده بود. این قلعه در سال ۱۶۱۷ توسط تودا اوجیکانه ساخته شده بود. در قبل از آن در این محل قلعه کوچکتری بود که در دوره سنگوکو توسط خاندان هوسوکاوا ساخته شده بود و قلعه آماگاساکی در کنار آن قرار گرفت.
آراکی موراشیگه پس از شورش بر ضد اودا نوبوناگا به این قلعه فرار کرد و در آن پناه گرفت. در مدتی که موراشیگه در حال فرار بود، تعداد بسیاری از سربازان وی توسط نوبوناگا کشته شدند.